# Juha Rihtniemi

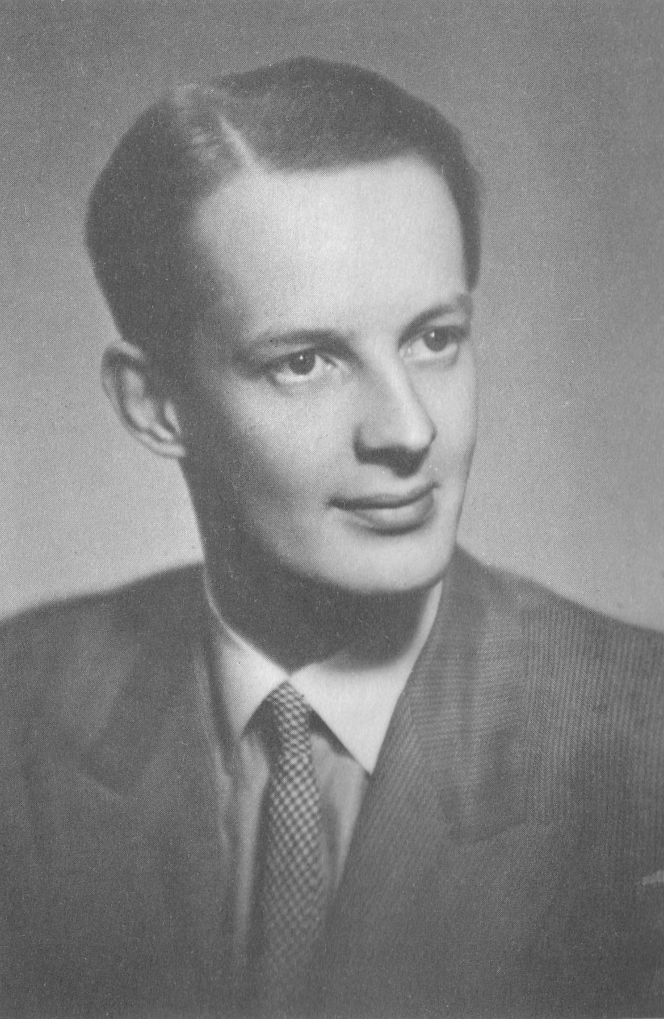
Juha Rihtniemi år 1952.

Juha Rihtniemi, född 28 augusti 1927 i Helsingfors, död där 12 januari 1971, var en finländsk samlingspartistisk politiker. Han var ledamot av Finlands riksdag från 22 juli 1958 fram till sin död. Som Samlingspartiets partisekreterare tjänstgjorde han 1959–1960 och som partiledare från 1965 fram till sin död.
Rihtniemi efterträddes 1971 som partiledare av Harri Holkeri som senare blev statsminister.
Han är begravd på Sandudds begravningsplats i Helsingfors.